# 吉原七大不可思议
吉原七大不可思议（日语：／ yoshiwara nana fushigi */?）是日本江户时代开始的遊廓街吉原（位於今东京都台东区千束）的江湖闲话。

## 七不可思议
- 叫作门却不是门
吉原的入口有称为「吉原大门」的门楼。门楼里面是声色场所、不是谁家的宅院。
 - 叫作茶屋却不卖茶
茶屋本来是街道路边的休息场所，吉原的茶屋是「引手茶屋」、也就是为嫖客介绍妓女的地方，并不专门卖茶。
 - 叫作角町却在正中
「角町」是吉原的一个街区，在吉原正中位置，并不在角落上。
 - 叫作扬屋却不卖油炸食品
扬在日语中是油炸的意思。「扬屋町」和「角町」一样是吉原的一个街区，并不卖油炸食品。
 - 叫作能手却只取人钱财
やり手是管理妓女和主持营业的「老鸨」（遣り手ババア）。在日语里是给与的意思，「老鸨」当然不会给人钱财。
 - 老头子也是小伙子
吉原里干活的男子无论老幼都称为（小伙子）。
 - 有河岸但是没有鱼
「河岸」指低价格的妓院，不是「魚河岸」（日文指鱼市），当然没有鱼。
 - 叫作水道却没有水
吉原尽头的街区叫「水道尻」。没有水。

## 關連項目
- 吉原
- 吉原遊廓
- 七大不可思議